# The Union of a Man and a Woman
The Union of a Man and a Woman was een Amerikaanse noiserockband. De band werd opgericht door Kurt Beals, John Harouff en Neil Campbell toen zij 12 jaar oud waren. Het debuut- en enige album The sound of the Union of a Man and a Woman werd uitgebracht in 1998 op het label Jagjaguwar.
De band en het album hadden een grote invloed op schoolgenoot Mark Shue die later zelf als muzikant actief werd in onder andere Guided by Voices en als sessiemuzikant meewerkte aan een album van Pterodactyl, een band die mede werd opgericht door Kurt Beals.

## Ontvangst
Het debuutalbum kon rekenen op positieve recensies. Stephen Cramer van AllMusic gaf 3 van 5 sterren en merkte op dat velen in de indiescene onder de indruk waren: "The sheer fierceness of sound on The Sound of the Union of a Man & a Woman was enough to impress many in the indie music community when it was released in 1999." Paolo Gazzola van Storia Della Musica noemde het album een daverend slotakkoord van het decennium.

## Discografie
- The sound of the Union of a Man and a Woman, 1998